# Mike Royko
Mike Royko (n. 19 septembrie, 1932, d. 29 aprilie, 1997) a fost un foiletonist american din Chicago, care a câștigat un premiu Pulitzer în anul 1972. De-a lungul celor 30 de ani de ziaristică a scris peste 7000 de articole pentru trei ziare din Chicago: "Chicago Daily News", "Chicago Sun-Times" și "Chicago Tribune".
Mike Royko a crescut la Chicago, tatăl fiind ucrainean iar mama poloneză. O perioadă scurtă a studiat la Wright Junior College, înrolându-se apoi în Aviația militară în 1952.
Când a devenit foiletonist Royko a folosit experiențele din copilărie, devenind vocea omului de rând din Chicago. Cu toate că uneori era sarcastic, nu i-a tratat pe cititori niciodată de sus, neuitând faptul că era unul dintre ei.
Cariera de reporter a început-o la ziarul Bazei militare ale forțelor aeriene ale marinei Glenview, la Biroul de știri locale al orașului Chicago și la ziarul "Lincoln-Belmont Booster", după care a lucrat ca reporter de știri politice la "Chicago Daily News", iritându-i cu întrebări și reportaje penetrante și sceptice pe politicienii democrați care fuseseră la conducerea primăriei de mulți ani.

## Premiul Pulitzer
Mike Royko a început să scrie despre viața politică din Cook County, Illinois într-o rubrică politică săptămânală, suplimentând-o după scurt timp cu o a doua rubrică despre muzica folk din Chicago. Succesul avut de aceste două rubrici i-au dat posibilitatea să scrie în mod regulat despre o varietate de subiecte în ziarul liberal de după-masă "Daily News". În 1972 a câștigat premiul Pulitzer pentru comentariu politic ca reporter al acestui ziar.
Când "Daily News" a încetat să mai apară, Mike Royko a început să scrie pentru ziarul aliat de dimineață "Chicago Sun-Times". Dar când Rupert Murdoch a cumpărat ziarul acesta în 1984, Royko care nu îl agrea pe magnat, a trecut la ziarul rival "Chicago Tribune". O perioadă de timp "Sun-Times" a  retipărit rubricile scrise de Royko în timp ce el scria rubrici noi pentru "Chicago Tribune".
A murit de aneurism cerebral la vârsta de 64 de ani. Rubricile sale, peste 7500 la număr, fuseseră publicate în peste 600 de ziare. În paralel, a scris multe rubrici That's Outrageous! pentru Reader's Digest.
Multe dintre articolele sale au apărut colecționate în cărți, dar este probabil mai cunoscut pentru biografia neautorizată a fostului primar al orașului Chicago Richard J. Dayley. Cartea, care a devenit un best-seller, îl descrie ca fiind corupt și rasist.
Ca mulți alți foiletoniști, Royko a creat personaje fictive cu care putea conversa, cel mai cunoscut dintre ele fiind Slats Groobnik, simbolul muncitorului din Chicago de origine poloneză. În general, rubricile cu Slats Grobnik erau despre doi bărbați care discutau un eveniment curent într-un bar dintr-un cartier polonez din Chicago.
Un alt personaj fictiv din articolele lui Royko a fost pseudopsihiatrul Dr. I. M. Kookie. Dr. Kookie, care se zice că ar fi înființat religia azilistă- conform căreia Pământul a fost colonizat de către oamenii nebuni epulzați de către o civilizație mai înaintantă- satirizează cultura pop și psihologia pop.

## Premii
Pe lângă premiul Pulitzer din 1972, Royko a câștigat și National Press Club Lifetime Achievement Award (Premiul pentru realizări de o viață al Clubului național de presă) în 1990, și Premiul Damon Runyon în 1995.

## Locul de veci
Mike Royko este înmormântat în mausoleul Acacia din Cimitirul Acacia Park, Chicago.

## Cărți
- Royko, Mike. (1967) Up Against It. H. Regnery.
- Royko, Mike. (1968) I May Be Wrong, But I Doubt It. H. Regnery.
- Royko, Mike. (1972) Boss: Richard J. Daley of Chicago]]. Plume reprint edition (1988). ISBN 0-452-26167-8.
- Royko, Mike. (1973) Slats Grobnik and Some Other Friends. Popular Library. ISBN 9780525204954.
- Royko, Mike. (1983) Sez Who? Sez Me. Warner Books reprint.  ISBN 0-446-30896-X.
- Royko, Mike. (1985) Like I Was Sayin. Jove Books reprint.  ISBN 0-515-08416-6.
- Royko, Mike. (1989) Dr. Kookie, You're Right. EP Dutton.  ISBN 0-525-24813-7.
- Royko, Mike. (2000) One More Time: The Best of Mike Royko. (Published posthumously, with a foreword by Studs Terkel) University Of Chicago Press. ISBN 0-226-73073-5.
- Royko, Mike. (2001) For the Love of Mike: More of the Best of Mike Royko. (Published posthumously, with a foreword by Roger Ebert) University of Chicago Press. ISBN 0-226-73073-5.